# Томсон, Расмус
Расмус Томсон (эст. Rasmus Tomson; 13 августа 1985, Тарту) — эстонский футболист, полузащитник.

## Биография
Воспитанник тартуского футбола. Взрослую карьеру начал в 2001 году в местном клубе «Таммека», с которым за следующие несколько лет поднялся из третьего дивизиона Эстонии в высший. Ещё до своего 20-летия достиг отметки в 100 официальных матчей за клуб. Дебютный матч в высшем дивизионе сыграл 6 марта 2005 года против таллинского «Динамо».
В начале 2007 года перешёл в столичный ТФМК, но не смог пробиться в состав и играл только за дубль в первой лиге. Летом того же года вернулся в клуб из Тарту, носивший теперь название «Мааг-Таммека». Стал финалистом Кубка Эстонии сезона 2007/08.
В 2009 году играл за таллинский «Калев», с которым занял последнее место в высшей лиге. Следующий сезон провёл в клубе «Тулевик» (Вильянди). В 2011 году вернулся в «Калев», по итогам сезона стал победителем первой лиги и вошёл в десятку лучших бомбардиров турнира (12 голов). Следующие полтора года играл за «Калев» в высшей лиге, а летом 2013 года ненадолго вернулся в «Таммеку». В 2014 году перешёл в «Пайде», в первом сезоне был регулярным игроком стартового состава, затем стал играть менее часто. В сезоне 2014/15 вместе с «Пайде» стал финалистом Кубка страны.
С 2017 года играл за любительские клубы низших лиг.
Всего в высшем дивизионе Эстонии сыграл 302 матча и забил 42 гола.
Вызывался в юниорские и молодёжные сборные Эстонии, но не был их регулярным игроком.

## Достижения
- Финалист Кубка Эстонии: 2007/08, 2014/15
- Победитель первой лиги Эстонии: 2011